# Paul Langevin

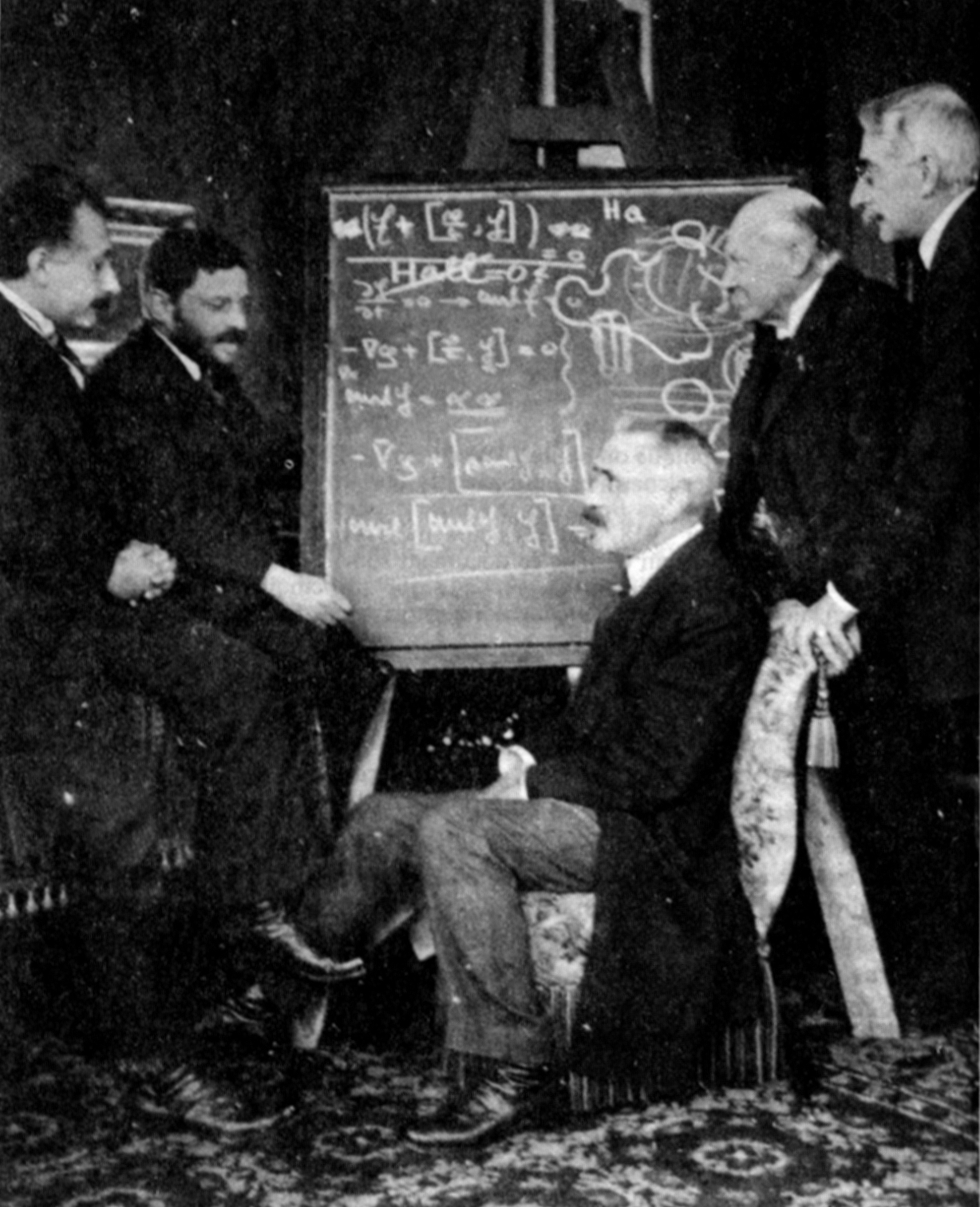
Albert Einstein, Paul Ehrenfest, Paul Langevin, Heike Kamerlingh Onnes i Pierre Weiss en casa de Kamerlingh Onnes en Leiden en Països Baixos.

Paul Langevin (París, 23 de gener de 1872 - París, 19 de desembre de 1946) fou un físic francès, conegut per la seua teoria del magnetisme, per la invenció del sonar i per l'organització dela congressos Solvay.

## Biografia
Nascut al barri de Montmartre de París just després de la Comuna de París, Paul Langevin era de família modesta. El seu pare li transmeté les idees republicanes, que va mantenir tota la vida. Al setze anys va entrar a l'Escola Superior de Física i de Química Industrials de Paris (ESPCI), que era un centre modern, de creació recent, pensat perquè l'experimentació hi tingués un lloc destacat. Va ser un alumne brillant de Pierre Curie i de Marcel Brillouin i la influència de Curie va fer que s'orientés cap a la recerca i l'ensenyament.
L'any 1893 va fer l'examen d'ingrés a l'Escola Normal Superior de París i va quedar en primer lloc, però no hi va ingressar fins a l'any següent, després de fer el servei militar. En acabar els estudis, el 1897, el mateix any va guanyar les oposicions de professor agregat.
Una beca de l'Ajuntament de París li va permetre fer una estada al Laboratori Cavendish de la Universitat de Cambridge. Era un laboratori de gran prestigi, bressol de la física moderna, dirigit per Joseph John Thomson, i Langevin hi va començar la recerca sobre gasos ionitzats, que seria el tema de la seva tesi doctoral, que presentaria l'any 1902. A Cavendish va conèixer físic destacats, alguns dels quals van ser després mundialment famosos, com ara Ernest Rutherford, i ell també hi va deixar molt bona impressió.
De tornada a París, va continuar fent recerca a la Sorbona, i el 28 d'abril de 1900 va publicar el seu primer article científic, dedicat a la ionització dels gasos. Poc després d'obtenir el doctorat, el 1902, entra a treballar al College de France, per substituir Éleuthère Mascart a la càtedra de Física General i Experimental. El 1905 va ser nomenat professor de l'ESPCI, com a successor de Pierre Curie en aquell centre, en el qual va ocupar diversos càrrecs: director d'estudis, de 1909 a 1925 i director del centre des de 1925 fins a la seva mort, el 1946, llevat dels anys de l'ocupació nazi, en què va ser apartat de les seves funcions. De manera paral·lela, el 1909 és nomenat professor del College de France perquè sigui titular de la càtedra de Mascart, a qui estava substituint des de feia set anys.
Fa amistat amb la família Curie, i amb les de Jean Perrin, físic, i d'Émile Borel, matemàtic. A pesar de ser casat, va mantenir el 1911 un breu romanç amb Marie Curie, ja vídua, descobert escandalosament per la premsa francesa.
El 1904, participa, amb Henri Poincaré, al congrés internacional de Saint Louis, on presenta una ponència sobre la física dels electrons. El 1905 realitza les experiències sobre els ions atmosfèrics des de la Torre Eiffel i a l'observatori del Pic del Migdia.
Rep la Medalla Hughes el 1915. A partir de 1920, dirigeix la Revista de Física i del Radium.
Va ser nomenat professor de física general i experimental al Collège de France i després director de l'Escola Superior de Física i de Química Industrials de París (ESPCI). Els seus treballs sobre el magnetisme li valen la Medalla Copley el 1940.
Al llarg de la seva carrera professional, Langevin no va ocultar mai el seu compromís social. Mentre era a Cambridge va enviar una carta a Charles Péguy, que havia estat company seu a l'escola normal, en què s'adheria a la petició de favor per a Alfred Dreyfus, el militar acusat i condemnat injustament de traïdor. Poc després va integrar-se en la Lliga dels Drets de l'Home. Anys més tard va denunciar la repressió de l'estat contra els ferroviaris en vaga; signa la petició de llibertat del dirigent comunista André Marty i, al costat d'Einsten, el 1923 va manifestar-se a Berlín per la pau.
Durant la dècada de 1930, amb l'augment del nazisme, Langevin participa en diversos comitès internacionals, com ara el Comitè de Vigilància dels Intel·lectuals Antifeixistes o el Comitè d'Ajuda a l'Espanya Republicana. El 19 de desembre de 1938, poques setmanes abans de l'entrada de les tropes franquistes a Barcelona, la Universitat de Barcelona (aleshores Universitat Autònoma de Barcelona) va conferir el grau de doctor Honoris Causa a Paul Langevin. Segons informava La Vanguardia el 21 de gener de 1939, juntament amb Langevin també van ser distingits amb el doctorat Honoris Caus, Pau Casals, Jean Barrin, Victor Basch, Levy Bruhl i Walter B. Cannon. Quan França va ser ocupada per l'exèrcit nazi, Langevin hauria pogut fàcilment marxar a l'estranger, però ho va fer i el 30 d'octubre de 1940 va ser detingut per la Gestapo com al més destacat intel·lectual que havia estat crític amb Hitler. Entre altres càrrecs, van acusar-lo de ser al front la Lliga dels Drets de l'Home i d'intentar evitar que Alemanya eliminés el poble jueu. A causa de les manifestacions i protestes en els ambients universitaris, va ser alliberat quaranta dies més tard, però el van obligar a residir a Troyes, però amb vigilància. El govern de Vichy el va destituir dels seus càrrecs i el va obligar a jubilar-se. De retruc, la seva família també va ser víctima de la repressió: la policia va detenir la seva filla i el seu gendre, que eren membres del Partit Comunista; ella va ser deportada a Auschwitz i el gendre va ser afusellat.
Seguint les recomanacions dels seus amics, el maig de 1944 Langevin es va exiliar a Suïssa. Malgrat els seus setanta-dos anys, va sortir de França travessant a peu la frontera del Jura i amb documentació falsa que li va proporcionar Fréderic Joliot.
Paul Langevin s'adhereix en la clandestinitat al Partit Comunista Francès i va formar part del Comitè de Parisenc de l'Alliberament.
Va morir el 16 de desembre de 1946. Dos anys més tard, les seves cendres va ser transferides al Panteó de París juntament amb les de Jean Perrin.